# Alfieriella denticulata
Alfieriella denticulata là một loài bọ cánh cứng trong họ Cryptophagidae. Loài này được Baudi miêu tả khoa học năm 1870.